# Lepidochrysops lerothodi
Lepidochrysops lerothodi är en fjärilsart som beskrevs av Henry Trimen 1904. Lepidochrysops lerothodi ingår i släktet Lepidochrysops och familjen juvelvingar. Inga underarter finns listade i Catalogue of Life.
Arten förekommer i Lesotho och i angränsande regioner av Sydafrika. Den lever i gräsmarker och buskskogar. Larverna livnär sig av Selago galpinii och Selago flanaganii.
Hela populationen bedöms som stor. Lepidochrysops lerothodi hittas även i Golden Gate Highlands nationalpark. IUCN kategoriserar arten globalt som livskraftig.